# 林木線

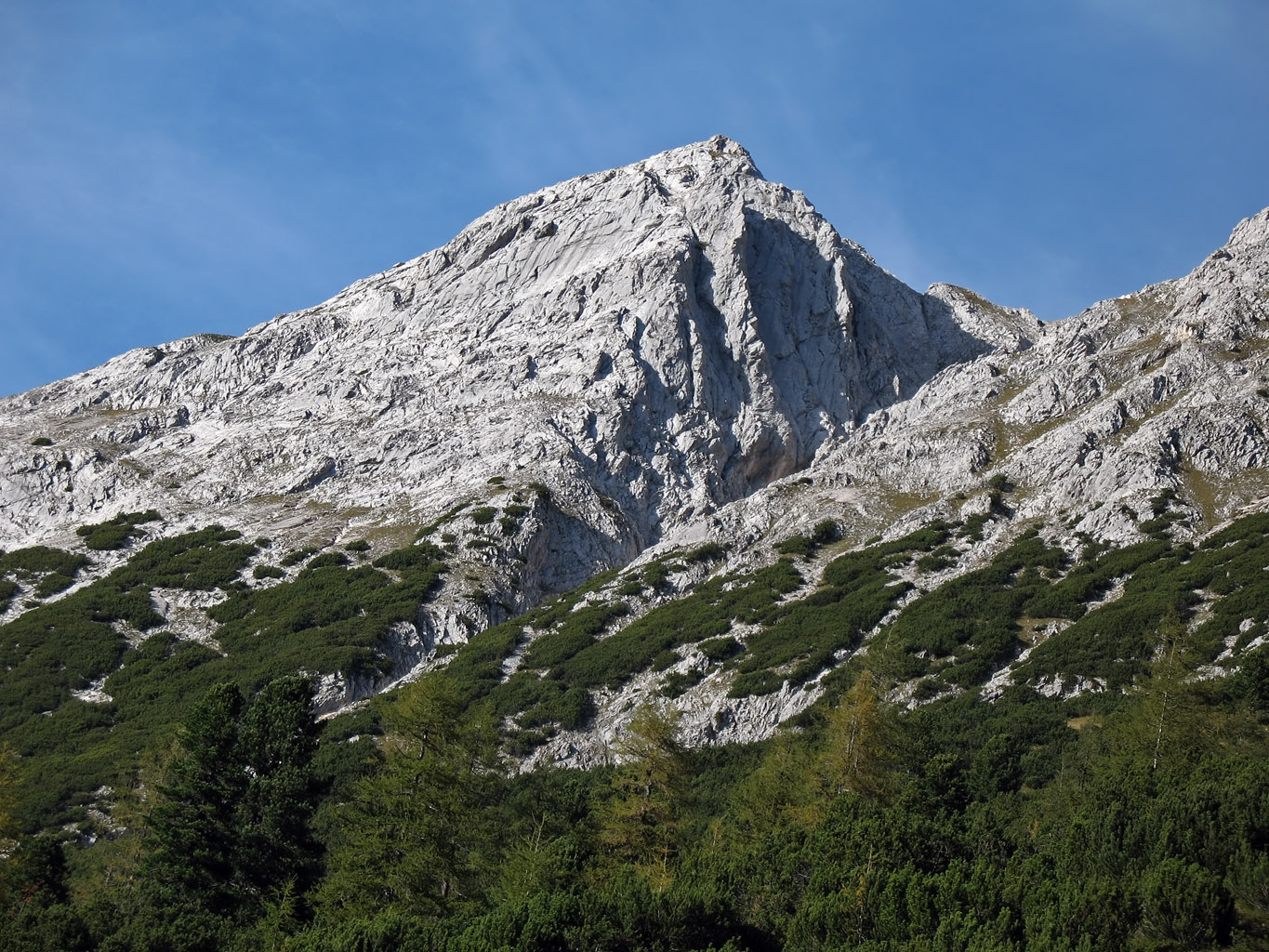
奧地利Sunntiger（峰）東南面。

林木線（tree line或timberline），簡稱為林線，亦有人稱之為「森林界線（Forest Line/limit）」。該線為生態學、環境科學及地理學的一個概念，乃指分隔植物因氣候、環境等因素而能否生長的界線。在該線以內，植物可如常生長；然而一旦逾越該線，大部份植物均會因風力、水源、土壤或其他氣候原因而無法生長。
在諸多環境因素中，氣溫扮演重要角色，而人為因素、動物覓食等亦會影響林木線位置。